# Karl Mööl
Karl Mööl (Tallinn, 4 marzo 1992) è un calciatore estone, difensore dell'Hell Hunt Tallinn.